# Santa Maria degli Alberighi
Santa Maria degli Alberighi war eine Kirche in Florenz und befand sich auf der Piazza degli Alberighi.

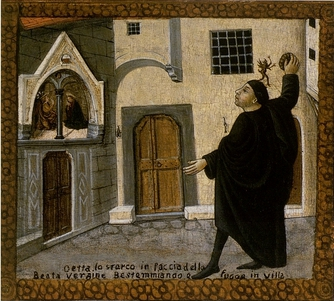
Kirche Santa Maria degli Alberighi in einer Darstellung der Schandtat von Antonio Rinaldeschi

## Geschichte und Beschreibung
Sie war eine der ältesten Kirchen im Zentrum von Florenz und stammt aus dem späten 12. Jahrhundert. Die erste Erwähnung findet sich in einer Urkunde vom 11. Oktober 1210, gefolgt von einer weiteren am 23. Dezember desselben Jahres. Sie gehörte zu den 36 Pfarreien der alten mittelalterlichen Stadt.
Sie blickte auf den kleinen Platz, der nach der reichen und adeligen ghibellinischen Familie Alberighi benannt war, die ihre Häuser zwischen diesem Platz und der Via dello Studio hatte. Sie besaß einen einzigen Altar und einen kleinen Glockenturm mit Spitzbogen.
In der Zeit des Großherzogs Peter Leopold, um 1783, wurde sie, wie viele andere kleine Pfarreien des Zentrums, aufgehoben und später zerstört. Ein Teil des Kirchengebäudes wurde in die vergrößerte Apsis und Sakristei der Kirche Santa Margherita in Santa Maria de’ Ricci integriert.

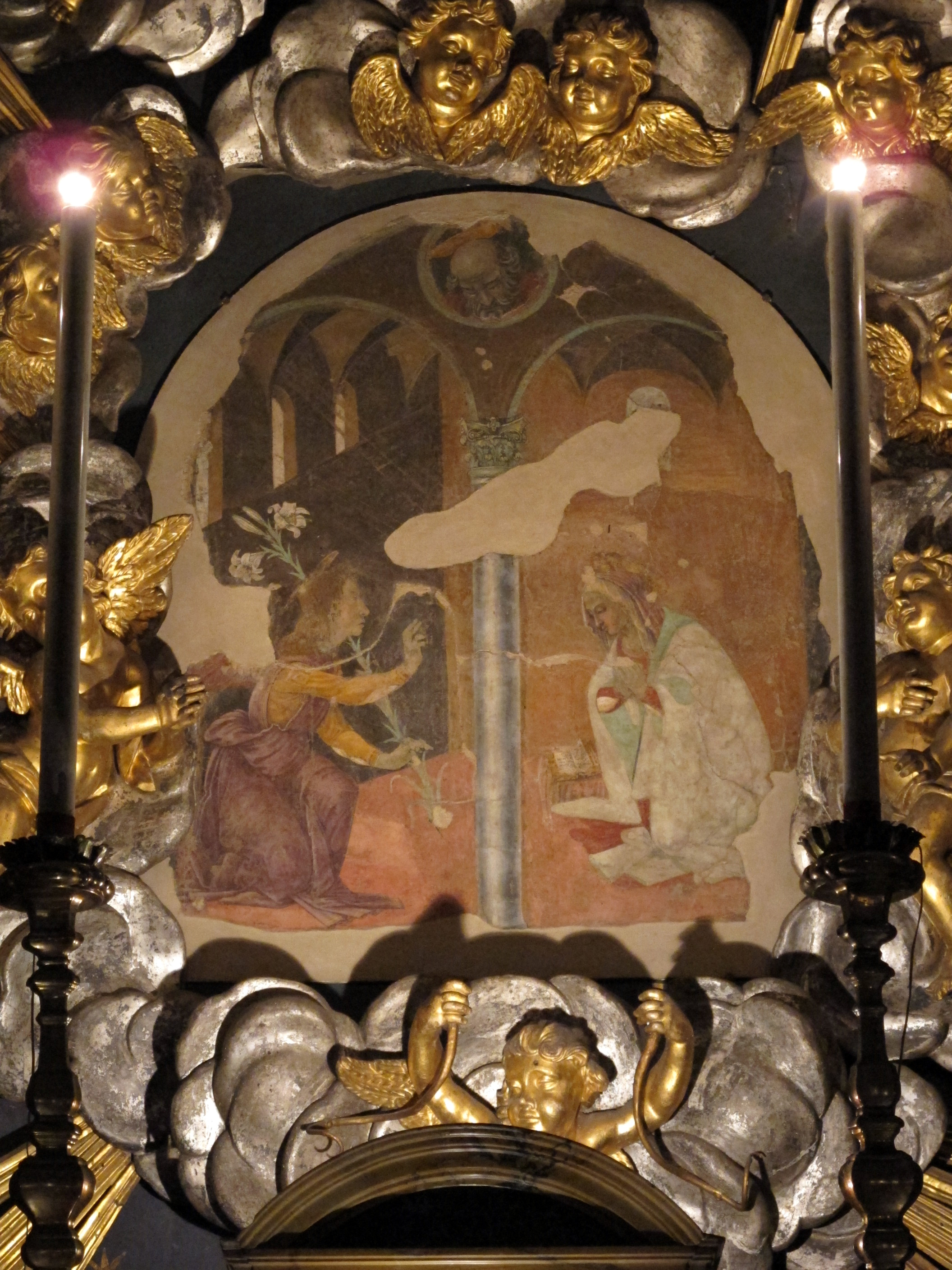
Verkündigung auf dem Altar von Santa Maria de’ Ricci

Im Jahr 1501 stand die Kirche im Mittelpunkt des Skandals um Antonio Rinaldeschi, der betrunken eine Verkündigungsbild in der Lünette der Kirche mit Exkrementen beschmutzte und dafür mit dem Leben bezahlte. Diese Episode ging in die Stadtgeschichte ein und die geschändete Madonna wurde auf dem Hauptaltar der Kirche Santa Maria de’ Ricci aufgestellt.
Die Piazzetta degli Alberighi hat einen einzigen Zugang von einer Gasse aus, die zur Piazza Santa Elisabetta führt. In der Gasse sind einige mittelalterliche Vorbauten aus Holz und Stein sowie ein kleiner Bogen erhalten, der die beiden gegenüberliegenden Gebäude verbindet.